# Ipueiras
Ipueiras este un oraș în statul Ceará (CE) din Brazilia.